# Голик Олександр Захарович
Олександр Захарович Голик (16 квітня 1904, с. Мерефа Харківська область — 5 березня 1991, Київ) — український науковець. Доктор фізико-математичних наук, професор, заслужений діяч науки УРСР (5.05.1966). Ректор Київського університету (1951–1955). Член ЦК КПУ в 1952—1956 роках.

## Життєпис
Народився 16 квітня 1904 р. у селі Мерефа Харківської губернії, тепер Харківської області. У 1931 р. закінчив Інститут народної освіти у м. Дніпропетровську. У 1937 р. захистив кандидатську, у 1950 — докторську дисертацію. Член ВКП(б) з 1939 року.
У 1945 р. він створив лабораторію молекулярної фізики у Інституті фізичної хімії Академії наук УРСР. У Київському університеті створив кафедру і спеціалізацію «молекулярна фізика». Роботи професора Голика були спрямовані на встановлення зв'язків фізичних властивостей рідин з їхньою молекулярною будовою. Відкриті ним ізов'язкісні рідини мають крім наукового, велике практичне значення.
Його наукова діяльність пов'язана з фізикою рідин, фазових переходів і критичних явищ, фізикою полімерів та фізикою біологічних об'єктів. Створив лабораторії аеродисперсних систем та фізики полімерів. Завідувач кафедри молекулярної фізики, професор.
У 1951– листопаді 1955 року — ректор Київського державного університету ім. Тараса Шевченка. Звільнений із посади «за станом здоров'я».
У 1958–1962 рр. — декан Фізичного факультету Київського державного університету ім. Тараса Шевченка.
Керував комісією при Мінвузі СРСР з координації наукових досліджень рідкого стану речовин, був членом науково-технічної ради при Мінвузі УРСР, заступником відповідального редактора Українського фізичного журналу, заснував міжвідомчий збірник «Фізика рідкого стану» і 10 років очолював його редколегію. У період з 1953 по 1970 під його керівництвом було підготовлено і проведено 10 Всесоюзних нарад з фізики рідин.
Був членом Президії обкому профспілки працівників вищої школи і наукових установ Дніпропетровська, член парткому АН УРСР, член парткому Київського університету, вченим секретарем АН УРСР.

## Наукові праці
Опублікував понад 200 наукових праць. Підготував близько 40 кандидатів та докторів наук.

## Нагороди
Нагороджений 5 орденами та 30 медалями, Почесною грамотою Президії Верховної Ради УРСР (1959), багатьма грамотами ЦК ВЛКСМ, Мінвузу СРСР та УРСР.